# Elalan
Elalan (235 aC - 161 aC), també conegut com a Elara, Ellala i Élaezha Chola (எல்லாளன், மனு நீதி சோழன் en tàmil), va ser un rei chola del regne Chola de Tanjore (en el que avui dia és el sud de l'Índia) i rei de la meitat nord de Sri Lanka (Rajarata) des de 205 aC fins al 161 aC després d'envair Rajarata i ocupar l'antiga capital Anuradhapura derrotant el rei Asela. Elalan és una figura inusual en la història de Sri Lanka. Sovint Elalan és esmentat com "rei just" (Manuniti Cola).
Després d'assolir el poder es va enfrontat al rei singalès Gamani o Dutugamunu, que va consolidar la seva posició al sud del país; segons el Mahavansa la guerra va durar uns anys i dona detall de les batalles i de la utilització dels elefants en els combats (l'elefant de Elalan es deia Maha Pambata que vol dir 'Gran Roca'; el de Gamani es deia Kandula). La batalla final es va lliurar prop de Anuradhapura i el propi Gamani va matar a Elalan, al que després va erigir un monument en el seu honor en senyal de respecte i reconeixement.